# Списак водопада у Србији
Највиши водопад у Србији је водопад Калуђерски скокови. Овај новооткривени водопад је званично измерио Драгован Стојадиновић Шуле 9. јуна 2012. са екипом у саставу: доктор наука Саша Милановић, дипл. инж. хидрогеологије Љиљана Васић  са Рударско-геолошког факултета у Београду, департман за хидрогеологију, као и дипл. инж. хидрогеологије Милорад Кличковић из Завода за заштиту природе Србије. Водопад је каскадни, висок 232 метара.
Други највећи водопад у Србији је Копрен, такође на Старој планини североисточно од Пирота са висином од 103,5 метара и састоји се од неколико каскада, са просечним падом од 56,4 степена. Трећи по висини је Јеловарник (71 метар) на Копаонику, који сачињавају три узастопне каскаде.
Следи списак водопада у Србији.

## Највиши водопади
| Назив              | Планина         | Река/речица/поток            | Висина | Коментар | Слика                  |
| ------------------ | --------------- | ---------------------------- | ------ | -------- | ---------------------- |
| Калуђерски скокови | Стара Планина   | Темштица                     | 232 м  |          |                        |
| Копрен             | Стара Планина   | Јеловачка река/Дабиџин поток | 103 м  |          |                        |
| Јеловарник         | Копаоник        |                              | 71 м   |          |                        |
| Пиљ                | Стара Планина   | Лисевачки поток              | 64 м   |          |                        |
| Чунгуљ             | Стара Планина   | Топлодолска река             | 40 м   |          |                        |
| Бигар              | Стара Планина   | Стањинска река               | 35 м   |          |                        |
| Скакало            | Маљен           | Манастирица                  | 30 м   |          |                        |
| Куртулски скок     | Стара Планина   | Јаворска река                | 27 м   |          |                        |
| Тупавица           | Стара Планина   | Дојкиначка река              | 25 м   |          |                        |
| Велики скакавац    | Тара и Звијезда | Камишна река                 | 25 м   |          | (Фото:Велики скакавац) |
| Лисине             | Бељаница        | Велико врело                 | 25 м   |          |                        |
| Сопотнички водопад | Јадовник        | Сопотница                    | 25 м   |          |                        |
| Гостиље            | Златибор        | Гостиље (Река)               | 20 м   |          |                        |
| Ћоров водопад      | Гољак           | Ћоров поток                  | 18 м   |          |                        |
| Рипаљка            | Озрен           | Градашница                   | 17 м   |          |                        |
| Прскало            | Кучај           | Некудовска река              | 10 м   |          |                        |
| Врело              | Тара            | Врело                        | 10 м   |          |                        |

## Видео
- Калуђерски скокови 232 м
- Копрен 103 м
- Јеловарник 71 м
- Пиљ 64 м
- Чунгуљски скок 40 м
- Гостиљ 20 м
- Рипаљка 17 м
- Прскало 10